# Scutellaria montana
Scutellaria montana là một loài thực vật có hoa trong họ Hoa môi. Loài này được Chapm. miêu tả khoa học đầu tiên năm 1878.